# Ambrose Burnside
Ambrose Everett Burnside (n. 23 mai 1824, Liberty, Indiana, SUA – d. 13 septembrie 1881, Bristol⁠(d), Rhode Island, SUA) a fost un ofițer, director de căi ferate, inventator, industriaș și om politic american din statul Rhode Island, guvernator al acestui stat și senator al SUA din partea lui. Ca general al armatei Uniunii în Războiul Civil American, a condus campaniile reușite din Carolina de Nord și cea din estul  statului Tennessee dar a fost învins în dezastruoasa bătălie de la Fredericksburg și în Bătălia Craterului. Stilul său distinctiv în care își purta părul facial, favoriții, își trage denumirea din limba engleză (sideburns) de la numele său.